# Liste der Museen im Landkreis Kelheim
Die Liste der Museen im Landkreis Kelheim gibt einen Überblick über aktuelle und ehemalige Museen im Landkreis Kelheim in Bayern.

## Aktuelle Museen
| Gemeinde              | Name                                        | Kurzbeschreibung | gegründet/ eröffnet | Träger                                                    | Standort                                    | Bild           | Link |
| --------------------- | ------------------------------------------- | --- | ------------------- | --------------------------------------------------------- | ------------------------------------------- | -------------- | ---- |
| Abensberg             | Stadtmuseum Abensberg                       | Das Museum im historischen Herzogskasten erinnert an den Feuersteinbergbau in der Jungsteinzeit, die Stadtentwicklung seit dem Burgbau der Babonen und bedeutende Persönlichkeiten. Die Ausstellung zeigt auch handwerkliche Produkte und sakrale Kunst, darunter Weihnachtskrippen von Sebastian Osterrieder.             | 1899                | Stadt Abensberg                                           | Herzogskasten                               | weitere Bilder |      |
| Kelheim               | Archäologisches Museum der Stadt Kelheim    | Das Museum zeigt archäologische Funde aus dem Kelheimer Raum von der Zeit der Neandertaler bis zum frühen Mittelalter. Die stadtgeschichtliche Abteilung steht unter dem Thema Kelheim – Stadt am Fluss. | 1908                | Stadt Kelheim                                             | Herzogskasten                               | weitere Bilder |      |
| Kelheim               | Kloster Weltenburg – Museum im Felsenkeller | Die Ausstellung im Felsenkeller befasst sich mit der Urgeschichte und Besiedelung der Weltenburger Enge, der wechselvollen Klostergeschichte, dem Leben und Wirken der Benediktiner und der „Bierkocherei“ seit dem 11. Jahrhundert.                                                                                       |                     | Benediktinerabtei Weltenburg                              | Kloster Weltenburg                          |                |      |
| Kelheim               | Orgelmuseum                                 | Die Sammlung umfasst vier historische Orgeln aus dem niederbayerisch-oberpfälzischen Raum, die bei Konzerten bespielt werden. Neben Funktionsmodellen und Werkzeugen zum Orgelbau sind auch deren musikalische, geschichtliche und kulturelle Bedeutung Thema der Ausstellung.                                             | 14. Mai 2006        | Förderverein Orgelmuseum Franziskanerkirche Kelheim e. V. | Ehemaliges Franziskanerkloster              | weitere Bilder |      |
| Mainburg              | Stadtmuseum Mainburg                        | Das Museum zeigt archäologische und paläontologische Funde und erinnert an historisch bedeutsame Ereignisse der Ortsgeschichte. Weitere Themen sind sakrale Kunst und Volksfrömmigkeit, Handwerk und Alltagsleben sowie der Hallertauer Hopfenanbau. Ein Ausstellungsteil widmet sich dem Maler und Grafiker Georg Scharf. | 20. Aug. 1912       | Stadt Mainburg und Verein Heimat und Museum e. V.         | Alte Knabenschule                           |                |      |
| Neustadt an der Donau | Römerkastell Abusina                        | Im archäologischen Park sind die rekonstruierten Grundmauern eines römischen Militärlagers zu sehen, das im 1. Jahrhundert zur Sicherung der Nordgrenze des römischen Reiches errichtet wurde und bis Mitte des 5. Jahrhunderts bestand.                                                                                   | 2011                |                                                           | Eining                                      | weitere Bilder |      |
| Neustadt an der Donau | Römisches Museum für Kur- und Badewesen     | Unter dem Schiff der ehemaligen Kirche St. Andreas wurden Reste eines römischen Heilbades freigelegt. Das Museum zeigt die Ausgrabung des Hauptbaderaums mit zentralem Becken, Einzelwannen, Badeutensilien und Hypokaustenheizung.                                                                                        | 19. Okt. 1997       |                                                           | Bad Gögging                                 | weitere Bilder |      |
| Riedenburg            | Burg Prunn                                  | Die mit einer Führung zu besichtigende Ausstellung befasst sich mit der Geschichte der Burg und seiner Besitzer sowie dem Prunner Codex, einer im 16. Jahrhundert auf der Burg gefundenen Handschrift des Nibelungenliedes.                                                                                                | 1950                | Bayerische Schlösserverwaltung                            | Schloßprunn                                 | weitere Bilder |      |
| Riedenburg            | Hofmarkmuseum Schloss Eggersberg            | Das Museum informiert über die Geschichte der Hofmark Eggersberg und zeigt Fundstücke aus dem Untereggersberger Gräberfeld sowie Tiermodelle aus der Urgeschichte des Altmühltals. | 2004                | Privat                                                    | Obereggersberg                              |                |      |
| Riedenburg            | Kristallmuseum Riedenburg                   | Das Museum zeigt die 1981 in West-Arkansas gefundene, größte Bergkristallgruppe der Welt, farbenprächtige Turmaline, Edelsteine und eine Sammlung von Replikaten historischer Diamanten. | Apr. 1983           | Privat                                                    | !548.9593465511.6895825 48.959346 11.689582 |                |      |
| Riedenburg            | Riedenburger Bauernhofmuseum                | Das Museum im Erlebnis-Bauernhof zeigt eine Sammlung landwirtschaftlicher Geräte und Maschinen. Auf Anfrage finden Vorführungen statt. |                     | Privat                                                    | Echendorf                                   |                |      |

## Ehemalige Museen
| Gemeinde   | Name              | Kurzbeschreibung | gegründet/ eröffnet | geschlossen/ aufgelöst | Träger           | Standort        | Bild | Weblink |
| ---------- | ----------------- | --- | ------------------- | ---------------------- | ---------------- | --------------- | ---- | ------- |
| Bad Abbach | Museum Bad Abbach | Die Galerie der Kultur im Rathaus wurde nach längerer Umgestaltung nicht wieder eröffnet; die Räume werden anderweitig genutzt. |                     | 2021                   | Markt Bad Abbach | Neues Rathaus   |      |         |
| Siegenburg | Heimatmuseum      | Das 1988 aus einer privaten Sammlung entstandene Museum zeigte Exponate zum Hopfenanbau, Landwirtschaft, Haushalt und Gewerbe.  |                     | vor 2017               |                  | Alte Marktwaage |      |         |